# I Am a Rock
„I Am a Rock“ je píseň amerického hudebníka Paula Simona. Poprvé vyšla v roce 1965 na jeho prvním sólovém albu The Paul Simon Songbook (píseň rovněž vyšla na jediném singlu z této desky). Později píseň nahrál i s Artem Garfunkelem a vydal na albu Sounds of Silence. Duo rovněž vydalo píseň jako singl – ten se umístil na třetí příčce hitparády Billboard Hot 100. Coververze písně nahrály například kapely The Hollies, The Grass Roots a April Wine.